# Osvald Polívka

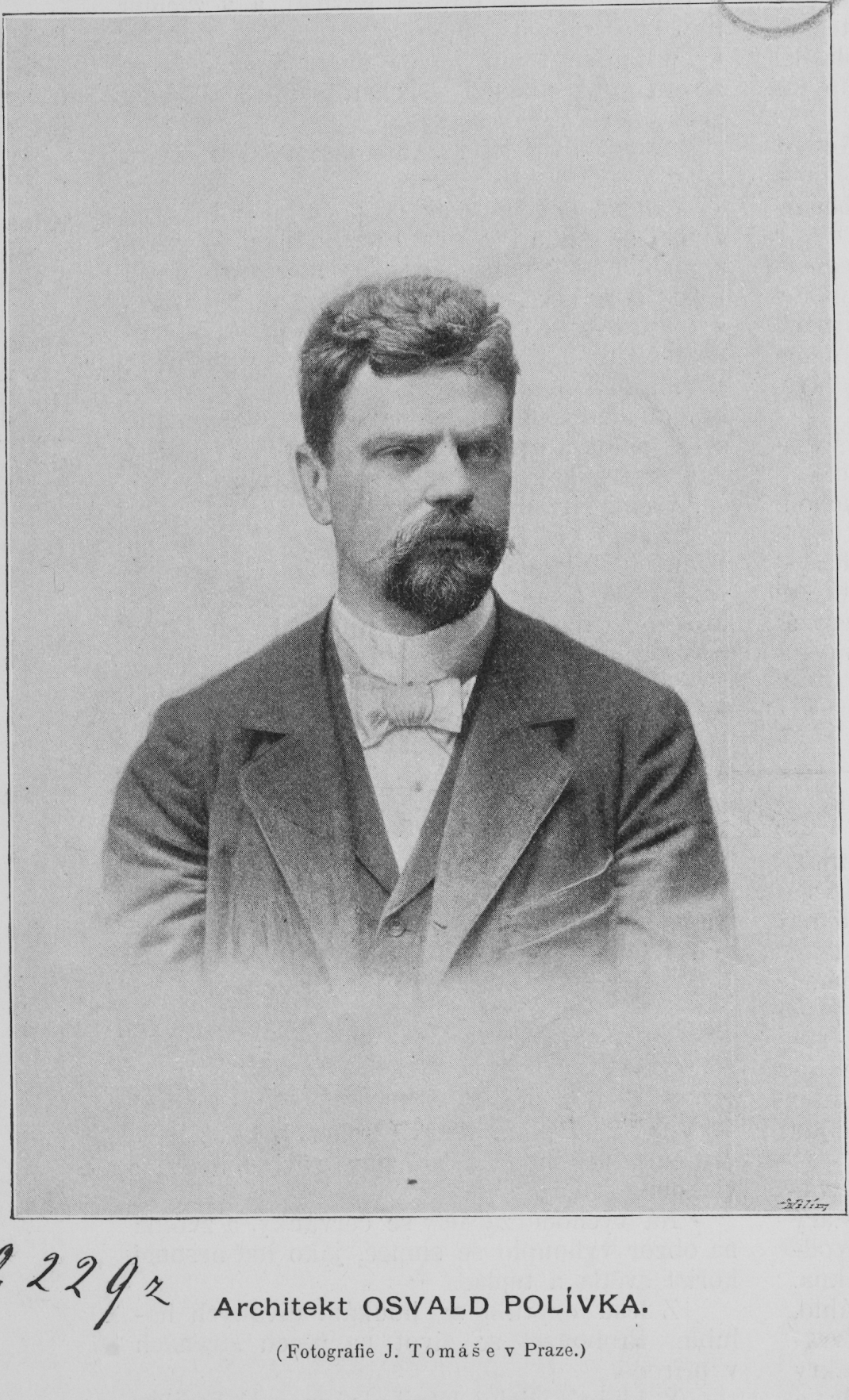
Osvald Polívka 1896

Osvald Polívka (* 24. Mai 1859 in Enns; † 30. April 1931 in Prag) war ein tschechischer Architekt der Neorenaissance und des Jugendstils. Er entwarf viele öffentliche Bauten und Zinshäuser in Prag.
Polívka studierte bei Josef Zítek und war von 1885 bis 1889 sein Assistent. Mit Antonín Wiehl entwarf er das Palais der Pražská městská spořitelna, das heutige Ministerium für Stadtentwicklung, mit Antonín Balšánek das Prager Gemeindehaus (Obecní dům), wobei er vor allem das Interieur gestaltete.

## Werke
- Karte mit allen Koordinaten:
- OSM |
- WikiMap

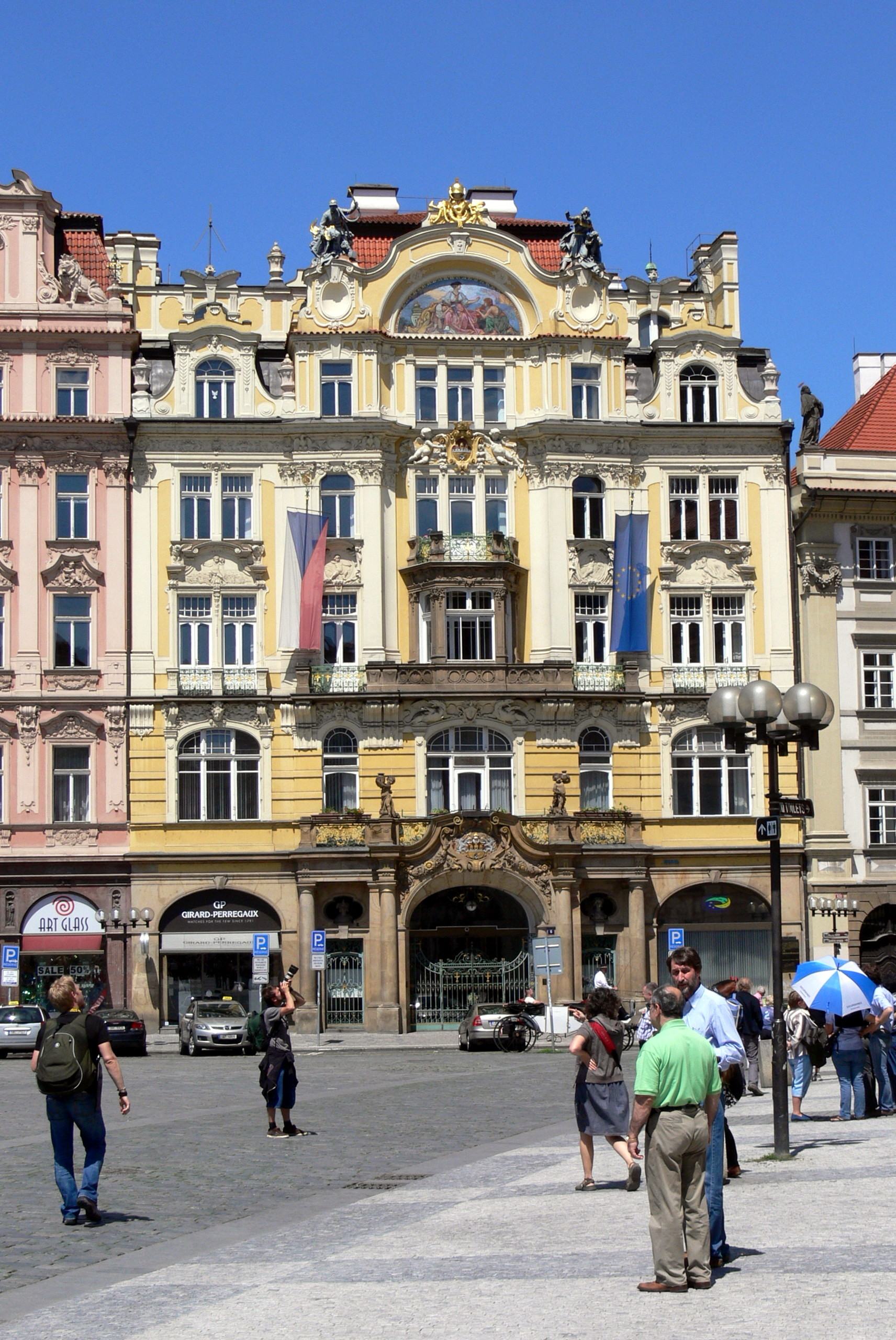
Pražská městská spořitelna am Altstädter Ring
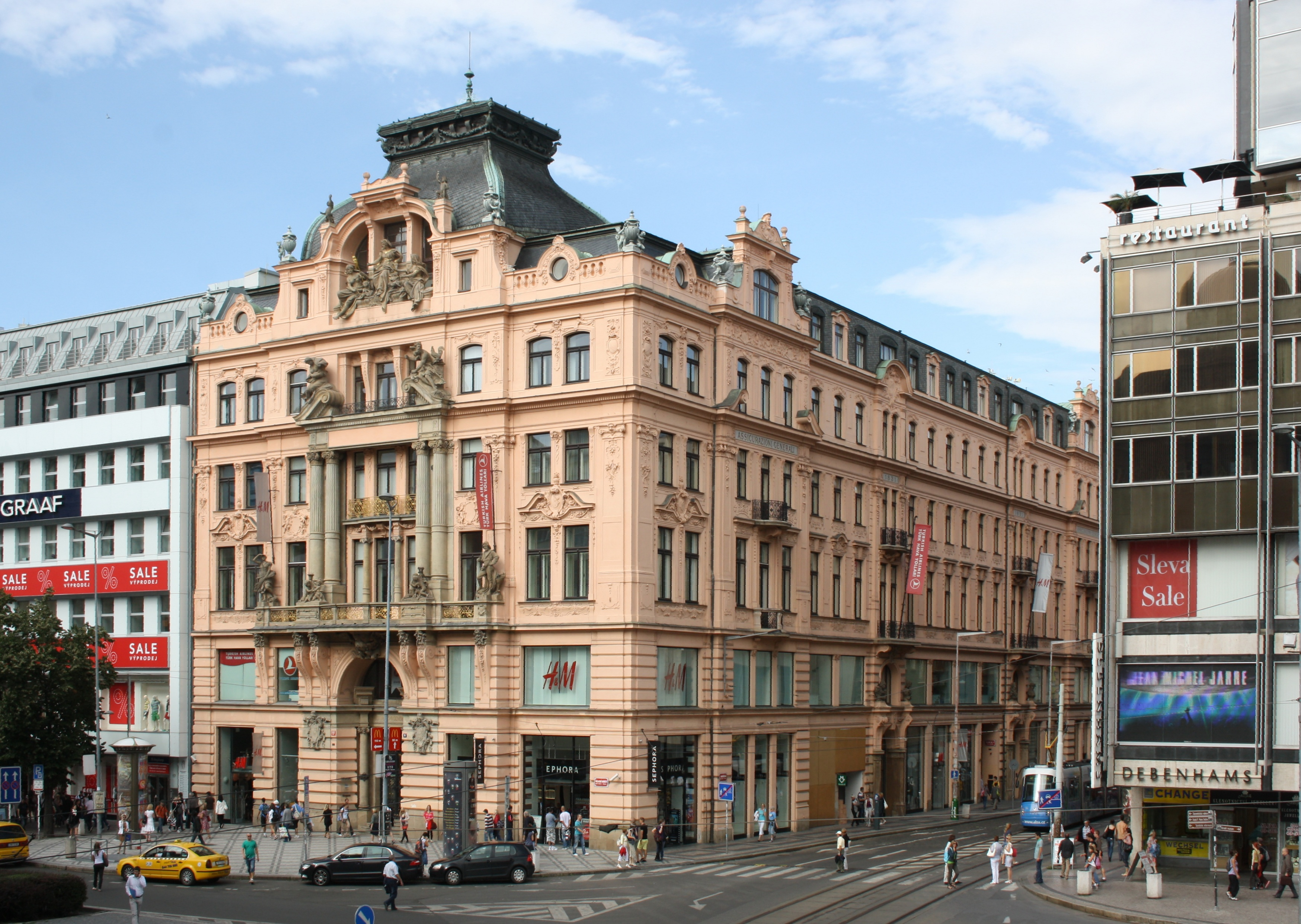
Gebäude der Assicurazioni Generali am Wenzelsplatz
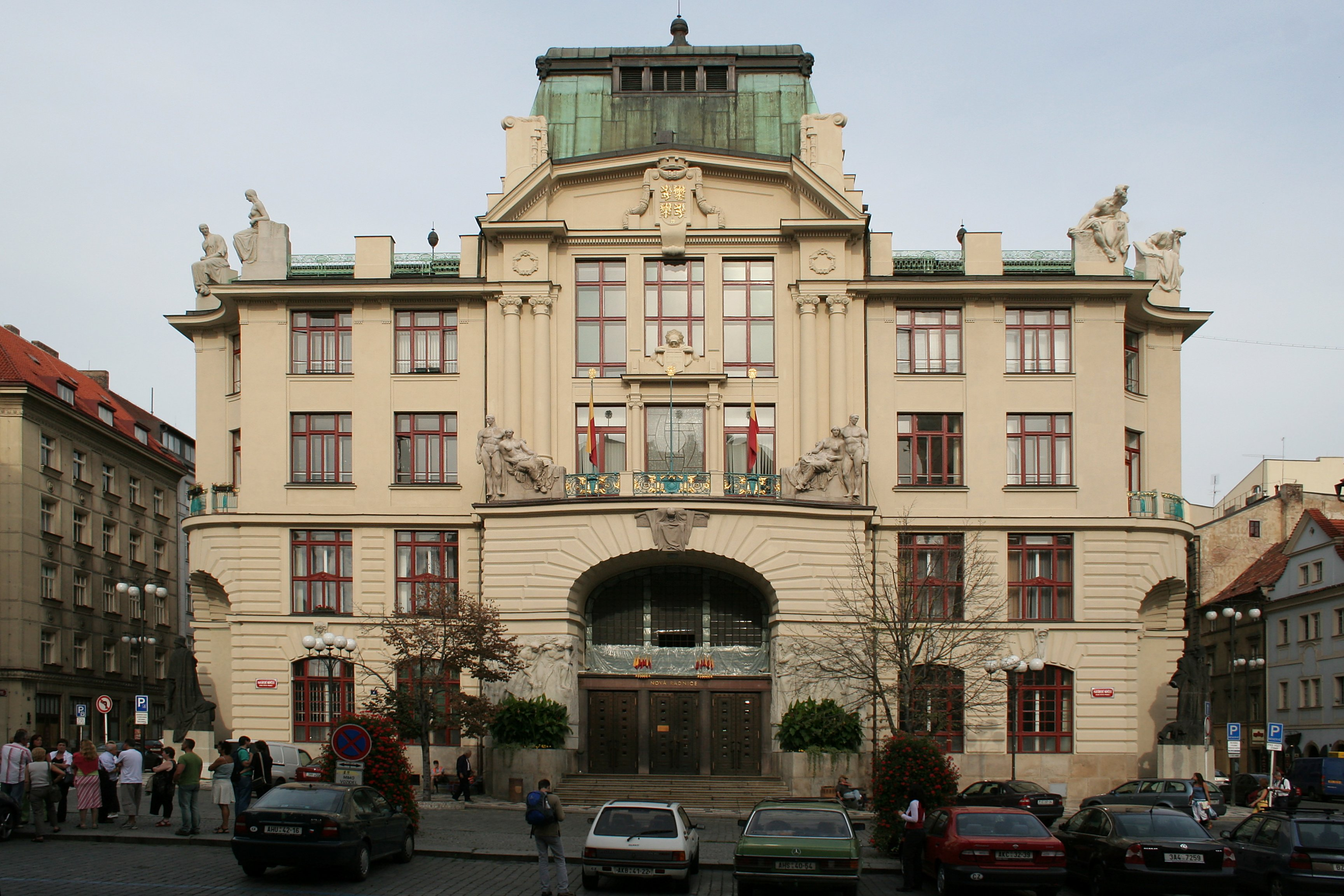
Neues Rathaus am Mariánské náměstí
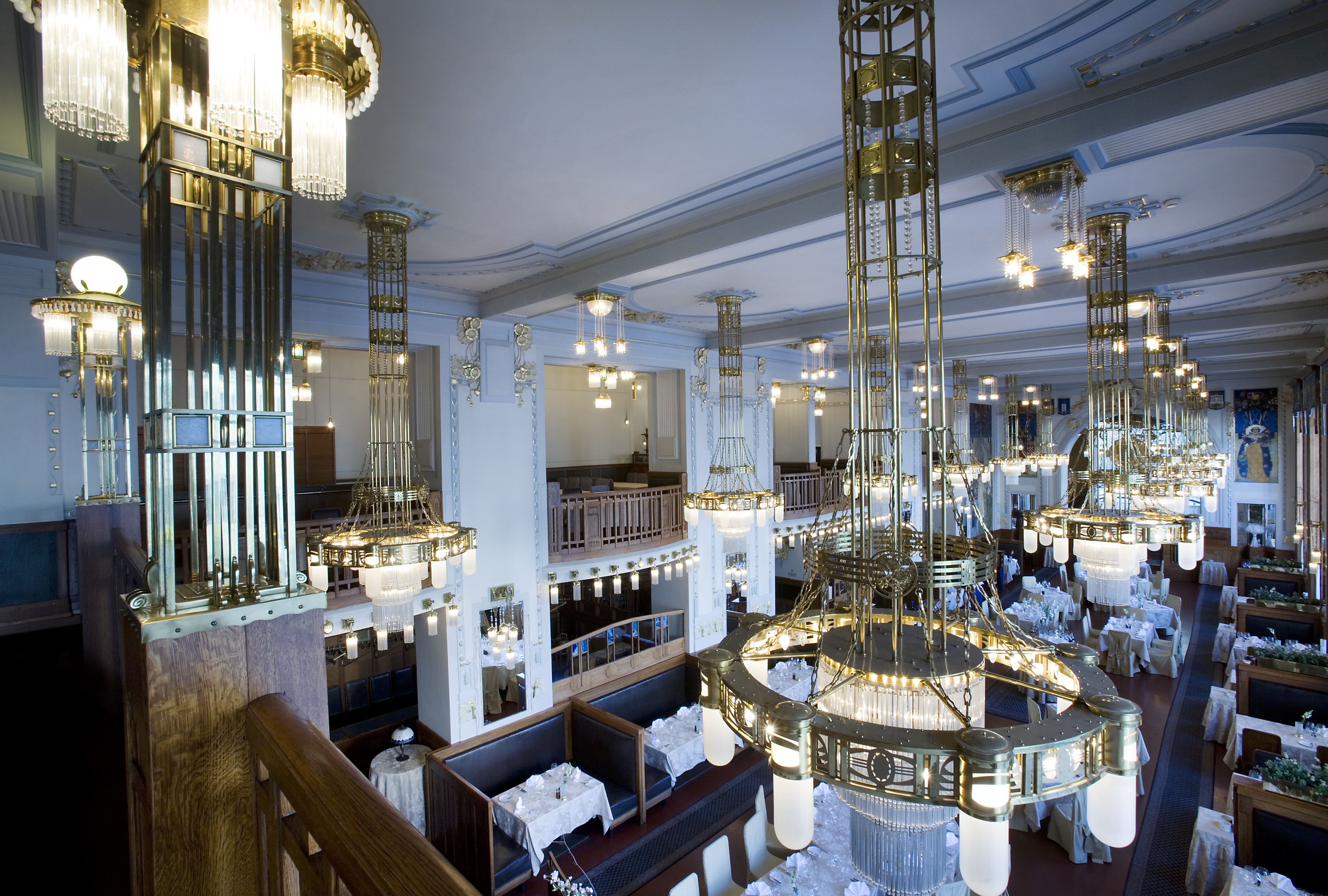
Restaurant im Obecní dům
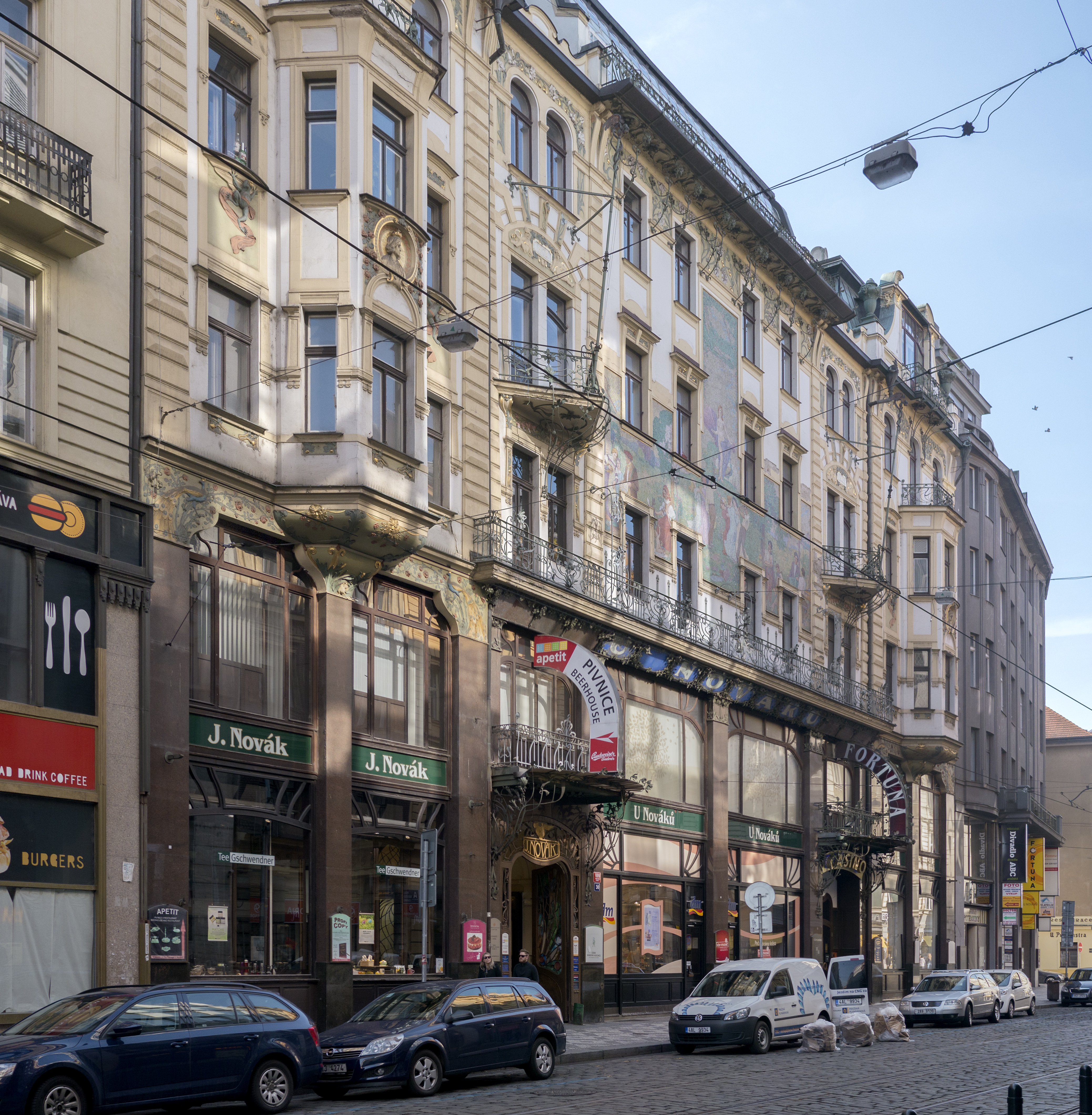
Einkaufszentrum in der U Nováků
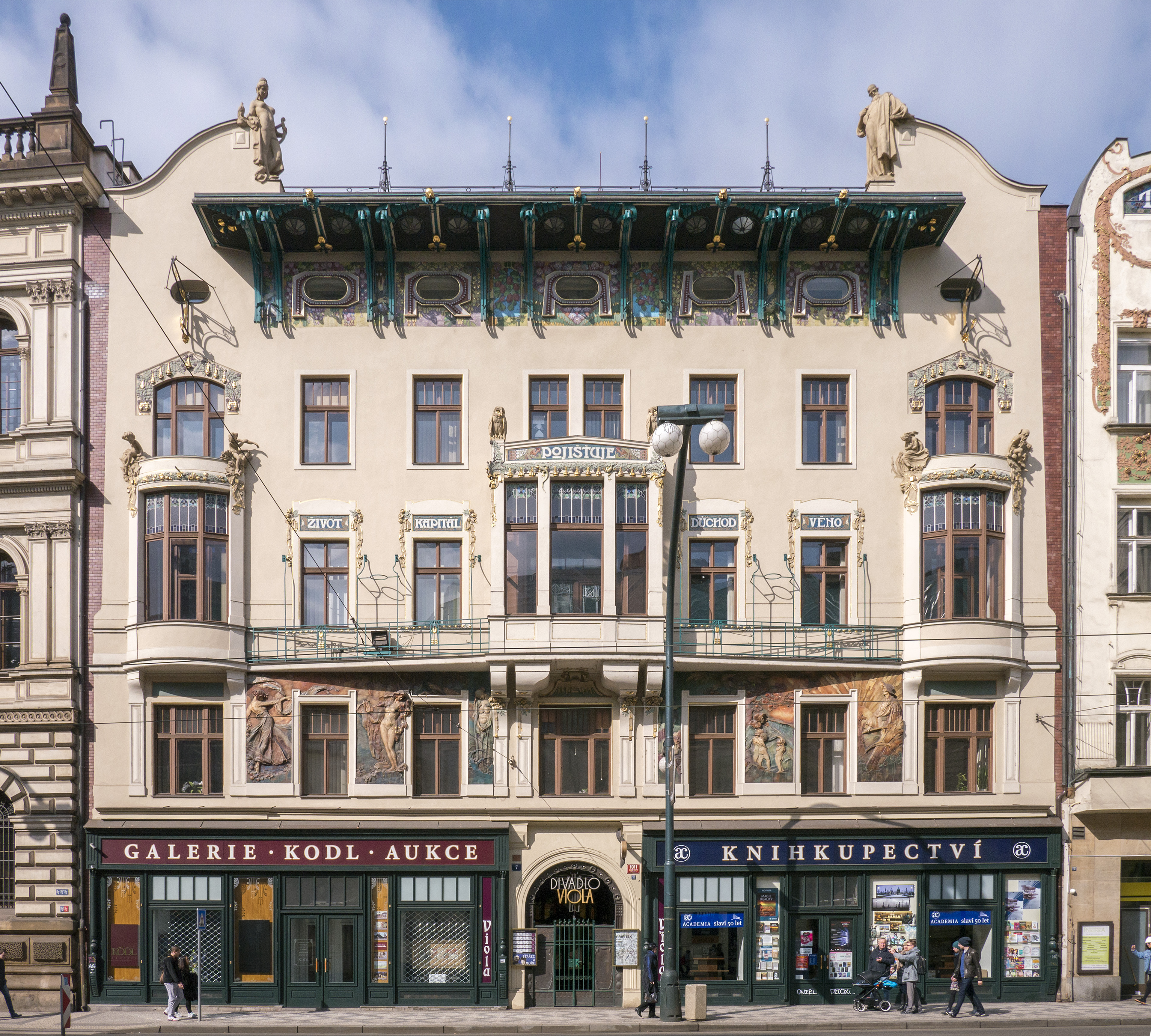
Versicherungsanstalt Praha an der Národní třída 9, 1907–1908
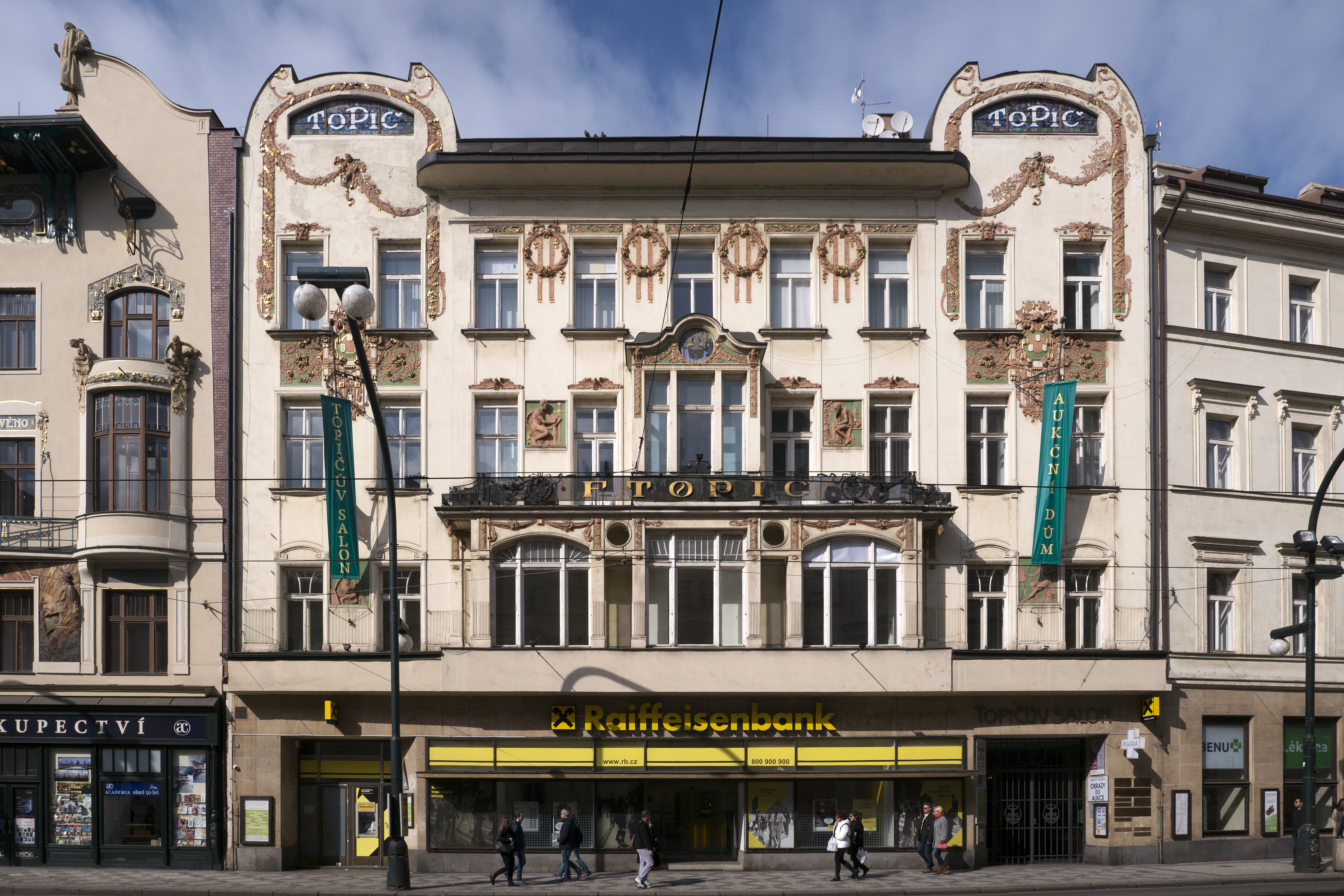
Verlagshaus Topič, Národní třída 7, 1903–1905